# Juan de Barrionuevo
Juan de Barrionuevo (¿? - Ávila, c. 1564) fue un cantor y maestro de capilla español.

## Vida
Se desconoce el origen y la formación musical de Juan de Barrionuevo. Las primeras noticias son de su llegada a la Catedral de Ávila como «maestro de capilla e cantor» el 4 de marzo de 1519 con un salario de 30 000 maravedís al año. El 20 de abril de ese año recibió 26 000 maravedís como cantor, «desde el día que partió de donde vino». El 4 de enero de 1522 el cabildo acordó que se cumpliese lo acordado con Barrionuevo, que a cambio de su sueldo debía enseñar contrapunto y canto de órgano a los mozos de coro. Permanecería en el magisterio hasta 1922, cuando el cargo pasó a Sancho de Olivares, aunque Barrionuevo permaneció en la catedral como cantor.
El cabildo ordenó el 10 de febrero de 1540 al músico Peñalosa que partiese en secreto a la corte por razones desconocidas, pero al día siguiente se cambió de opinión y se envió a Barrionuevo. No hay más noticias de asunto. El 14 de septiembre de 1541, con el maestro Diego del Castillo ausente, se encargó a Barrionuevo o a Pedro López la enseñanza del órgano a los mozos, mandando que se les pagase el salario del maestro ausente.
El 13 de febrero de 1544 ocupó el magisterio de forma interina mientras se buscaba al nuevo maestro, tras la partida de Francisco de Sepúlveda. No se debió tardar mucho, ya que ese mismo año se nombraba a Jerónimo de Espinar. Barrionuevo era cantor en la capilla y se le denomina contralto en 1549 y como tenor en 1562.
Falleció hacia 1564, ya que su entierro fue mencionado en las actas capitulares el 30 de octubre.

## Obra
No se conservan composiciones de Juan de Barrionuevo. Según la musicóloga Ana Sabe Andreu existe un Ávila un inventario de libros sin fechar, «atribuible a la época de Juan de Barrionuevo como maestro de capilla (1519-1522)».